# Све ће то народ позлатити
Све ће то народ позлатити је психолошка приповетка српског књижевника и лекара Лазе Лазаревића написана 1881. године. Приповетка је објављена наредне године у Отаџбини. По мишљењу Милана Кашанина, историчара књижевности, Све ће то народ позлатити је једна од најистинитијих и најсавршенијих прича и прелази оквире српске књижевности.

## Радња
Тема приповетке је тежак положај ратних инвалида и нехуман однос државе према њима крајем 19. века, непосредно после завршетка српско-турског рата. Лаза Лазаревић је хронолошки испричао трагичну причу о казанџији Благоју и његовом сину који је у рату остао без ноге. Пошто држава није водила рачуна о ратним инвалидима, они су често били, након повратка са бојишта, принуђени да просе, да би преживели.
Многи српски војници су се враћали кући као ратни војни инвалиди зарад слободе своје отаџбине надајући се да њихова жртва неће бити узалудна и да ће се држава бринути о њима. Иако су дали крв и делове тела за отаџбину нико није бринуо о њима, били су препуштени сами себи.
Они су носили највеће бреме лошег стања у држави, трпели највећу неправду и на својој кожи највише осетили последице рата.
Осакаћени и физички неспособни да сами зарађују својим радом за живот били су заборављени од државе и друштва и живели су живот недостојан човеку који се борио и проливао крв за своју земљу.
Сам наслов приповетке је трагично метафоричан и реченица је којом Благоје покушава да утеши сина без ноге и самог себе.

### Ликови
- Казанџија Благоје, представник народне масе, приказан у фесу и чакширама. Знатижељан и причљив човек којег је задесила велика несрећа да му се син врати из рата као инвалид. Иако је тешио сина, он сам није могао да издржи ту неправду и злу судбину.
- Капетан Танасије Јеличић, приказан као човек из вишег сталежа. Жалио за родним Књажевцем и кућом која му је порушена у рату.
- Благојев син, младић кога је задесила зла судбина да у рату изгуби руку и ногу и постане просјак након што су ратне инвалиде сви заборавили.